# استدامة

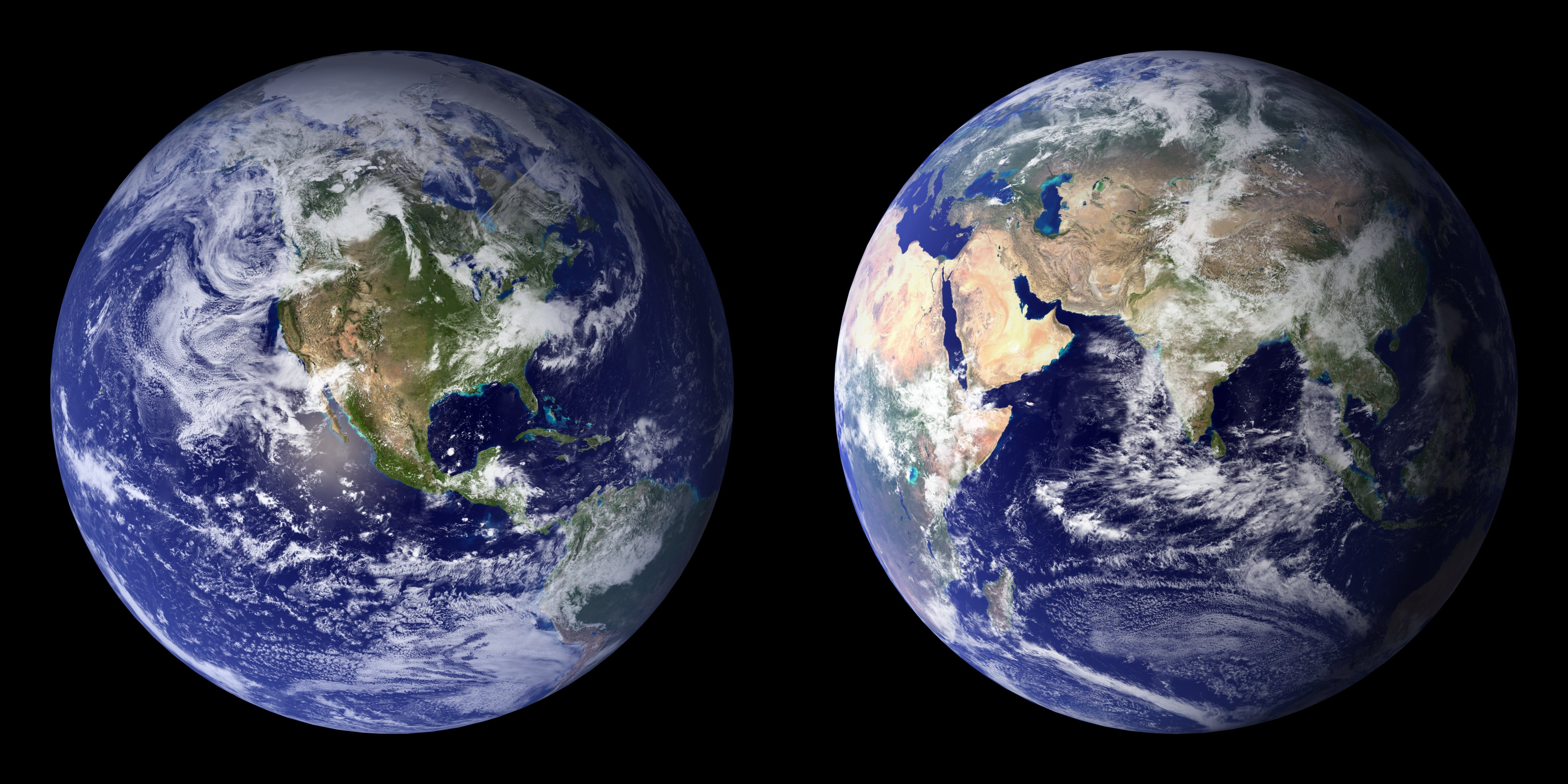
الوصول إلى الاستدامة يجعل الأرض قادرة على دعم الحياة البشرية كما نعرفها. صور "الكلة الزرقاء" من ناسا:2001 (إلى اليسار) و2002 إلى اليمين

الاستدامة هي مصطلح بيئي يصف كيف تبقى الأنظمة الحيوية متنوعة ومنتجة مع مرور الوقت. والاستدامة بالنسبة للبشر هي القدرة على حفظ نوعية الحياة التي نعيشها على المدى الطويل وهذا بدوره يعتمد على حفظ العالم الطبيعي والاستخدام المسؤول للموارد الطبيعية.
لقد أصبح مصطلح الاستدامة واسع النطاق ويمكن تطبيقه تقريبا على كل وجه من وجوه الحياة على الأرض، بدءًا من المستوى المحلي إلى المستوى العالمي وعلى مدى فترات زمنية مختلفة. المناطق الرطبة والغابات السليمة هي أمثلة على النظم الحيوية المستدامة. إن الدورات الكيميائية الحيوية الخفية تعيد توزيع الماء والأكسجين والنيتروجين والكربون في النظم الحية وغير الحية في العالم، وأمنت حياة دائمة لملايين السنين. ولكن مع ازدياد عدد البشر، سكان هذه الأرض، انحدرت النظم البيئية الطبيعية وكان للتغيير في ميزان الدورات الطبيعية أثرًا سلبيًا على كل من البشر والمنظومات الحية الأخرى.
هناك أدلة علمية كثيرة على أن البشرية تعيش بطريقة غير مستدامة، وأن إعادة الاستخدام البشري للموارد الطبيعية إلى داخل الحدود المستدامة يتطلب جهدًا جماعيًا كبيرًا. إن سبل العيش باستدامة أكثر يمكن أن يأخذ أنماطا عديدة بدءًا من إعادة تنظيم الأوضاع المعيشية (على سبيل المثال، القرى البيئية، والبلدات البيئية، والمدن المستدامة)، وإعادة تقييم القطاعات الاقتصادية (الزراعة المعمرة، والمباني الخضراء، والزراعة المستدامة)، أو ممارسات العمل (الهندسة المعمارية المستدامة)، وذلك باستخدام العلم لتطوير تقنيات جديدة (تقنية بيئية، والطاقة المتجددة)، لإجراء تعديلات في أنماط الحياة الفردية التي تحافظ على الموارد الطبيعية.

## مفهوم الاستدامة

الركائز الثلاثة للاستدامة: المُجتمع والبِيئة والاقتصاد.

استخدم مصطلح الاستدامة منذ ثمانينيات القرن العشـرين أول ما استخدم بمعنى الاستدامة البشرية على كوكب الأرض وهذا مهد إلى التعريف الأكثر شيوعا للاستدامة والتنمية المستدامة حيث عرفته مفوضية الأمم المتحدة للبيئة والتنمية في 20 آذار 1987: «التنمية المستدامة هي التنمية التي تفي باحتياجات الوقت الحاضر دون المساس بقدرة الأجيال المقبلة على تلبية احتياجاتها الخاصة.» 
وفي مؤتمر القمة العالمي لعام 2005 لوحظ أن تحقيق ذلك يتطلب التوفيق بين المطالب الاجتماعية والبيئية والاقتصادية وهي «الركائز الثلاثة» للاستدامة. ويمكن التعبير عن هذا الرأي باستخدام ثلاث مناطق متداخلة مشيرة إلى أن الركائز الثلاث للاستدامة لا يستبعد بعضها بعضا، وإنما يعزز بعضها بعضا.
لم يقبل تعريف الأمم المتحدة عالميا وشهد تفسيرات مختلفة. ما هي الاستدامة؟ وما ينبغي أن تكون أهدافها؟ وكيف يمكن تحقيق هذه الأهداف؟ هي أسئلة مفتوحة للتأويل. بالنسبة للعديد من دعاة حماية البيئة، فكرة التنمية المستدامة هو مجرد تناقض حيث تبدو أن التنمية تنطوي على تدهور البيئة. وتساءل هيرمان دالي وهو اقتصادي بيئي: «ما استخدام المنشرة بدون غابة؟». من هذا المنظور، يكون الاقتصاد هو نظام فرعي من المجتمع البشري، الذي هو في حد ذاته نظام فرعي من النظام البيئي، فأي كسب في قطاع واحد هو خسارة من قطاع آخر. ويمكن توضيح ذلك بثلاث مناطق دائرية متحدة المركز.
إن تعريفًا مقبولًا عالميا للاستدامة هو أمر بعيد المنال وذلك لكثرة الأمور المتوقعة منها. فمن ناحية لا بد من الواقعية والعلمية، وبيان واضح محدد لمعنى «وجهة».
وهناك تعريف بسيط للاستدامة، بأنها «تحسين نوعية الحياة البشرية حين نعيش ضمن الطاقة الاستيعابية للنظم البيئية الداعمة»، ومع غموضه، أي أنه يعطي لفكرة الاستدامة حدودًا قابلة للقياس الكمي. لكن الاستدامة هي أيضا دعوة إلى العمل، وهي مهمة في تقدم أو «الرحلة»، إذن فهي عملية سياسية، ولذلك تحدد بعض التعاريف الواردة الأهداف والقيم المشتركة. لقد تحدث ميثاق الأرض عن «مجتمع عالمي مستدام يقوم على احترام الطبيعة، وحقوق الإنسان العالمية، والعدالة الاقتصادية، وثقافة السلام».

## مجالات الاستدامة
- المجال البيئي: تهدف الاستدامة البيئية إلى تحسين نوعية حياة الإنسان مع المحافظة على رأس المال الطبيعي مثل التربة والغلاف الجوي و المياه والثروة النباتية وغيرها والتركيز على تقليل انبعاثات الكربون الضار بالبيئة، ونفايات التغليف واستخدام المياه وتقليل الهدر.
- المجال المجتمعي: تهدف الاستدامة الاجتماعية إلى الحفاظ على رأس المال الاجتماعي، ومحاربة الفقر والجوع وعدم المساواة، من خلال الاستثمار وإنشاء الخدمات التي تشكل إطار عمل المجتمع، وأن يحظى العمل المستدام بالدعم والموافقة من موظفيه وأصحاب المصلحة والمجتمع الذي يعمل فيه.
- المجال الاقتصادي: تهدف الاستدامة الاقتصادية إلى الحفاظ على رأس المال سليماً وتحسين مستوى المعيشة والاستخدام الفعال للأصول للحفاظ على ربحية المؤسسة وتركز على جزء من الموارد الطبيعية التي توفر مدخلات مادية للإنتاج الاقتصادي. والمدخلات المتجددة والقابلة للاستنفاذ.

## المبادئ والمفاهيم
يعتمد الإطار الفلسفي والتحليلي للاستدامة على روابط مع العديد من التخصصات والمجالات المختلفة. في السنوات الأخيرة ظهر مجال جديد عرف بعلوم الاستدامة. وحاليا، علم الاستدامة ليس حقلا معرفيا مستقل بحد ذاته ويميل إلى كونه مجال لحل مشكلة قائمة وموجه باتجاه خلق مجال يساعد في اتخاذ القرارات المتعلقة في حل هذه المشكلة.

### المقياس والسياق
تدرس وتداة الاستدامة من خلال العديد من المستويات والأطر المرجعية من حيث الزمان والمكان والعديد من السياقات في المنظمة البيئية والاجتماعية والاقتصادية. يتراوح التركيز من مجموع القدرة الاستيعابية (الاستدامة) لكوكب الأرض وحتى استدامة القطاعات الاقتصادية والنظم الإيكولوجية، والبلدان والبلديات والأحياء والحدائق المنزلية، وحياة الأفراد والسلع والخدمات الفردية والمهن وأنماط الحياة وأنماط السلوك وهلم جرا. باختصار، تتعاطى على بوصلة كاملة من النشاط البيولوجي والإنسان أو أي جزء منهما. كما قال بوتكين دانيال، وهو مؤلف وعالم بيئي،: «نحن نلاحظ أن هناك طبيعة في حالة تغير مستمر على موازين على العديد من الزمان والمكان»

### الاستهلاك - السكان: التكنولوجيا والموارد
من أهم تأثيرات البشرية على النظم الأرضية هو تدمير الموارد البيوفيزيائية وخاصة، النظم الإيكولوجية للأرض. يعتمد الأثر البيئي للمجتمع وللبشرية ككل على عدد السكان كما على تأثير الفرد، وبدوره يعتمد على العديد من الطرق المعقدة المتعلقة بالموارد المستخدمة وما إذا كانت متجددة أم لا، وعلى حجم النشاط البشري بالنسبية للقدرة الاستيعابية للنظم الإيكولوجية المعنية. ويمكن تطبيق نظم دقيقة لإدارة هذه الموارد على مستويات عديدة، من القطاعات الاقتصادية، مثل الصناعة التحويلية والزراعة والصناعة، لتنظيم العمل، ولأنماط استهلاك الأسر والأفراد للموارد والسلع والخدمات الفردية. كلارك 
تعتبر معادلة الأي بات، التي طورت في سبعينيات القرن العشرين، من أول المحاولات لوضع تعبير رياضي يوضح الاستهلاك البشري من خلال ثلاثة عناصر:
- تعداد السكان (س)
- الثراء (ث) أي مستويات الاستهلاك (يستعمل مصطلح «الثراء» على الرغم من أختلاف معناه)،
- التكنولوجيا (ت) وهو التأثير على كل وحدة موارد مستعمل. (سميت «بالتكنولوجيا»، لأن هذا التأثير يعتمد على تكنولوجيا المستخدمة).

فالمعادلة المستعملة هي:
التأثير البيئي (ب)= س × ث × ت

## مقياس الاستدامة
«مقياس الاستدامة» هو المصطلح الذي يستعمل للدلالة على أسس المقاييس العددية المستخدمة لإدارة علم الاستدامة بناء على المعرفة. إن المقاييس الرقمية المستخدمة في الاستدامة (والتي تنطوي على لاستدامة في المجالات البيئية والاجتماعية والاقتصادية، سواء على المستوى الفردي أو التوليفات المختلفة) تتطور بشكل دائم: أنها تشمل مؤشرات ومقاييس ومراجعة الحسابات ومعايير الاستدامة ونظم إصدار الشهادات مثل التجارة النزيهة والعضوية، والفهارس والمحاسبة، وكذلك التقييم،  وغيرها من نظم الإبلاغ. والتي يتم تطبيقها على نطاق واسع في المقاييس المكانية والزمنية.
بعض أفضل تدابير الاستدامة المعروفة والمستخدمة على نطاق واسع تشمل تقارير استدامةالشركات، محاسبة خلاصة القول الثلاثي، جمعية الاستدامة العالمية وتقديرات نوعية الحكم الاستدامي الفردى للبلدان باستخدام مؤشر الاستدامة البيئية ومؤشر الأداء البيئي.

### السكان

توضح النمو الهائل الحالي

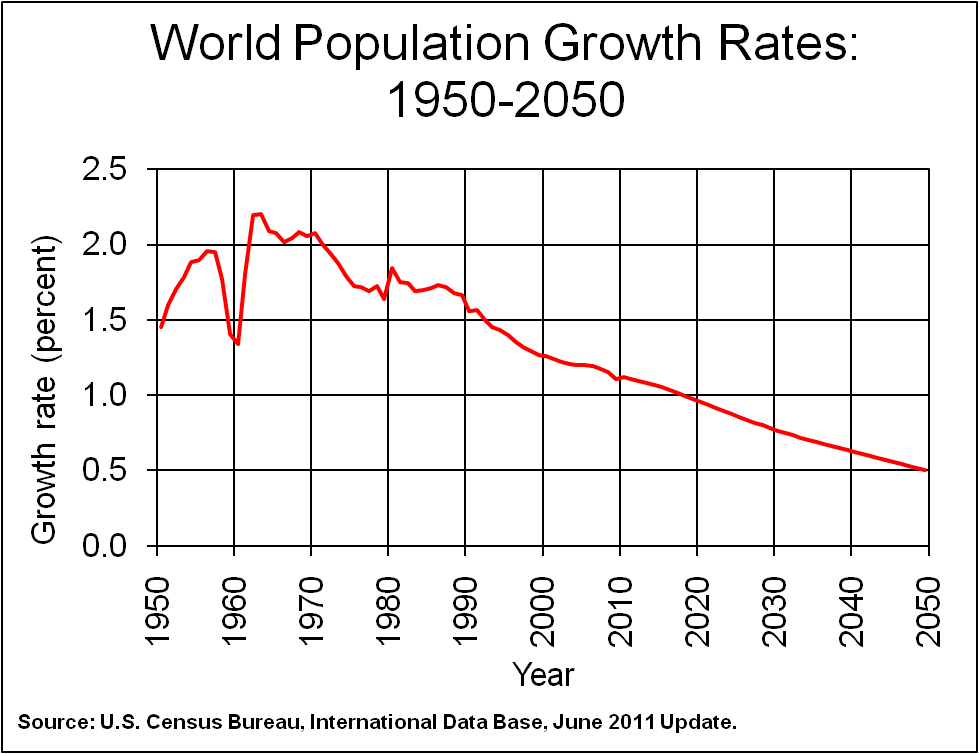
معدل النمو السكاني العالمي، 1950-2050، على النحو المقدر في عام 2011 من قبل مكتب الإحصاء الأميركي، قاعدة البيانات الدولية

وفقا لتنقيح عام 2008 للتقديرات الرسمية للالأمم المتحدة للسكان والتوقعات، من المتوقع أن يبلغ تعداد السكان في العالم 7 مليارات في وقت مبكر من عام 2012، ارتفاعا من 6.9 مليار في مايو 2009، ليتجاوز 9 مليارات نسمة بحلول عام 2050. ومعظم الزيادة تكون في دولة نامية المتوقع أن يرتفع عدد سكانها من 5.6 مليار في عام 2009 إلى 7.9 مليارات في عام 2050. وسيتم توزيع هذه الزيادة بين السكان من الفئة العمرية 15-59 (1.2 مليار دولار) و60 أو أكثر (1.1 مليار دولار) بسبب توقع انخفاض عدد الأطفال تحت سن 15 في البلدان النامية. في المقابل، فإن من المتوقع يخضع عدد سكان دولة متقدمة إلى زيادة طفيفة فقط من 1,23 مليار إلى 1,28 مليار. وازيادة مردها للهجرة المتوقعة من البلدان النامية إلى البلدان المتقدمة والتي يتوقع أن تبلغ بالمتوسط 2.4 مليون شخص سنويا بين 2009 و2050.

## المعيشة المستدامة
المعيشة المستدامة هي أسلوب حياة يسعى لتقليص استخدام الفرد أو المجتمع لمصادر الأرض الطبيعية والشخصية. ويسعى ممارسوا المعيشة المستدامة لتقليص انبعاثات الكربون من خلال تغيير أساليب النقل واستهلاك الطاقة والحمية الغذائية. هدف مؤيدوا المعيشة المستدامة لجعل حياتهم تتفق مع الإستدامة بطريقة طبيعية متوازنة واحترام العلاقات الإنسانية [[التكافلية مع البيئة والدورات الطبيعية للأرض. وهذه الممارسة والفلسفة العامة للحياة البيئية مترابطة للغاية مع جميع مبادئ التنمية المستدامة.
لستر براون هو عالم بيئي واعد ومؤسس معهد ورلد واتش ومعهد سياسةالأرض، يصف المعيشة المستدامة في القرن الحادي والعشرون بأنها " التحول إلى الطاقة المتجددة التحول إلى الطاقة المتجددة وإعادة استخدام أو إعادة تدوير الاقتصاد مع نظم نقل متنوع "." إضافة إلى هذه الفلسفة يهدف بناة قرية بيئية معينين مثل القرى إلى أن التحول إلى تقنيات الطاقة المتجددة لن يكون ناجحا إلا إذا كانت البيئة الناتجة بنيت جذابة للثقافة المحلية، ويمكن الحفاظ عليها وتكييفها حسب الضرورة على مدى الأجيال.

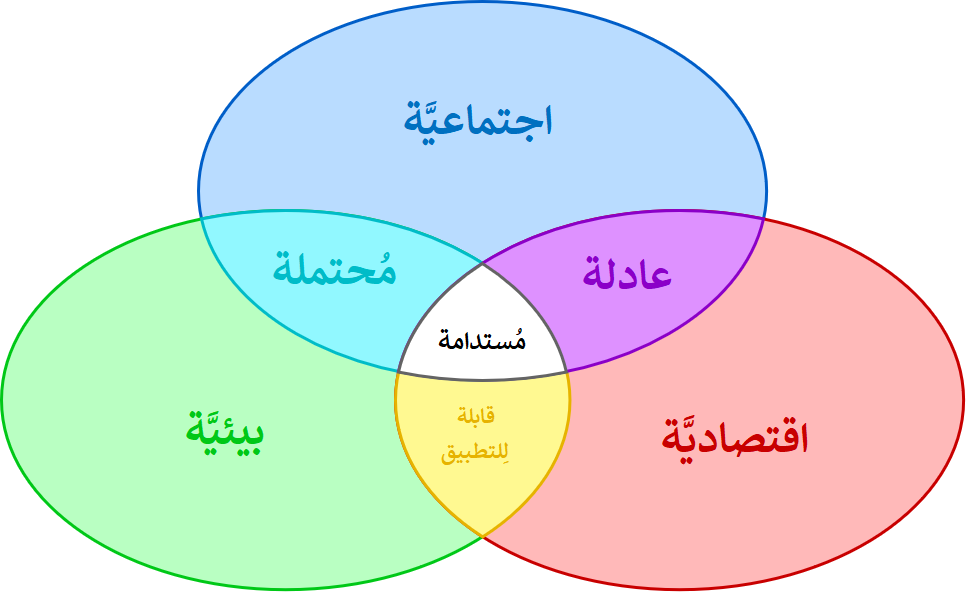
أركان الاستدامة الثلاثة.

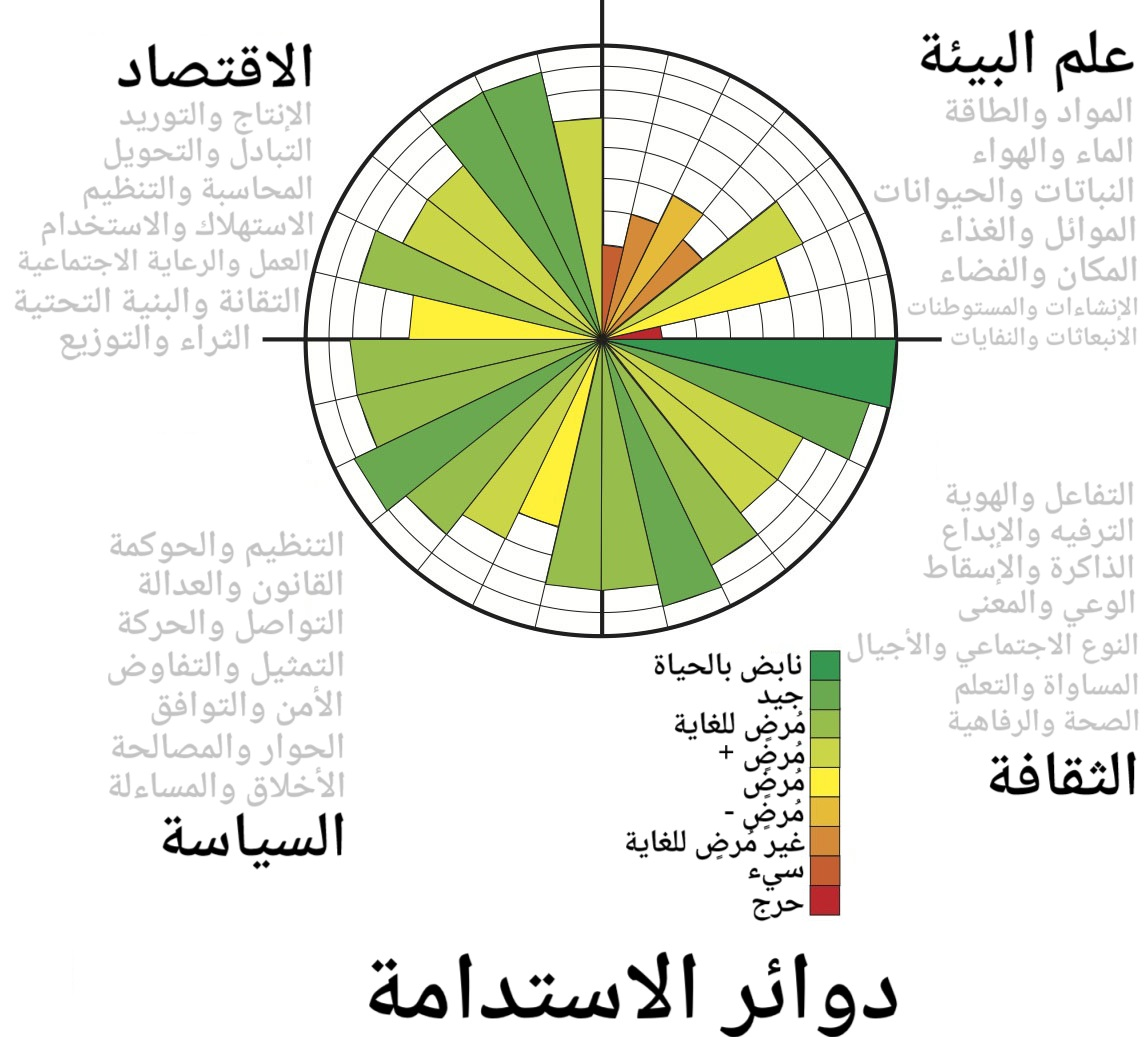
Circles of Sustainability image (assessment - Melbourne 2011)

المعيشة المستدامة هي في الأساس تطبيق الاستدامة في اختيار نمط الحياة والقرارات. مفهوم واحد فقط للمعيشة المستدامة الذي يعبر عن ما يعنيه مصطلحات أسفل الخط الثلاثي وتلبية الاحتياجات البيئية والاجتماعية والاقتصادية الحالية دون المساومة على هذه العوامل للجيل القادم. يصف مفهوم أوسع آخر المعيشة المستدامة من حيث أربعة مجالات اجتماعية مترابطة: الاقتصاد والبيئة والسياسة والثقافة. في المفهوم الأول، يمكن وصف المعيشة المستدامة كالذين يعيشون داخل القدرات الفطرية التي تحددها هذه العوامل. في المفهوم الثاني أو ما يسمى بمفهوم دوائر الإستدامة يمكن وصف المعيشة المستدامة بمناقشة العلاقات ذو الاحتياجات ضمن حدود معينة في جميع مجالات الحياة الاجتماعية المترابطة.
التصميم المستدام والتنمية المستدامة عوامل انتقادية في المعيشة المستدامة. التصميم المستدام يشمل تطوير التكنولوجيا المناسبة والتي تكون مناسبة لممارسات المعيشة المستدامة. التنمية المستدامة بدورها هي استخدام هذه التكنولوجيا في البنية التحتية. العمارة والزراعة هي أكثر الأمثلة شيوعا لهذه الممارسة.

### البيوت المستدامة

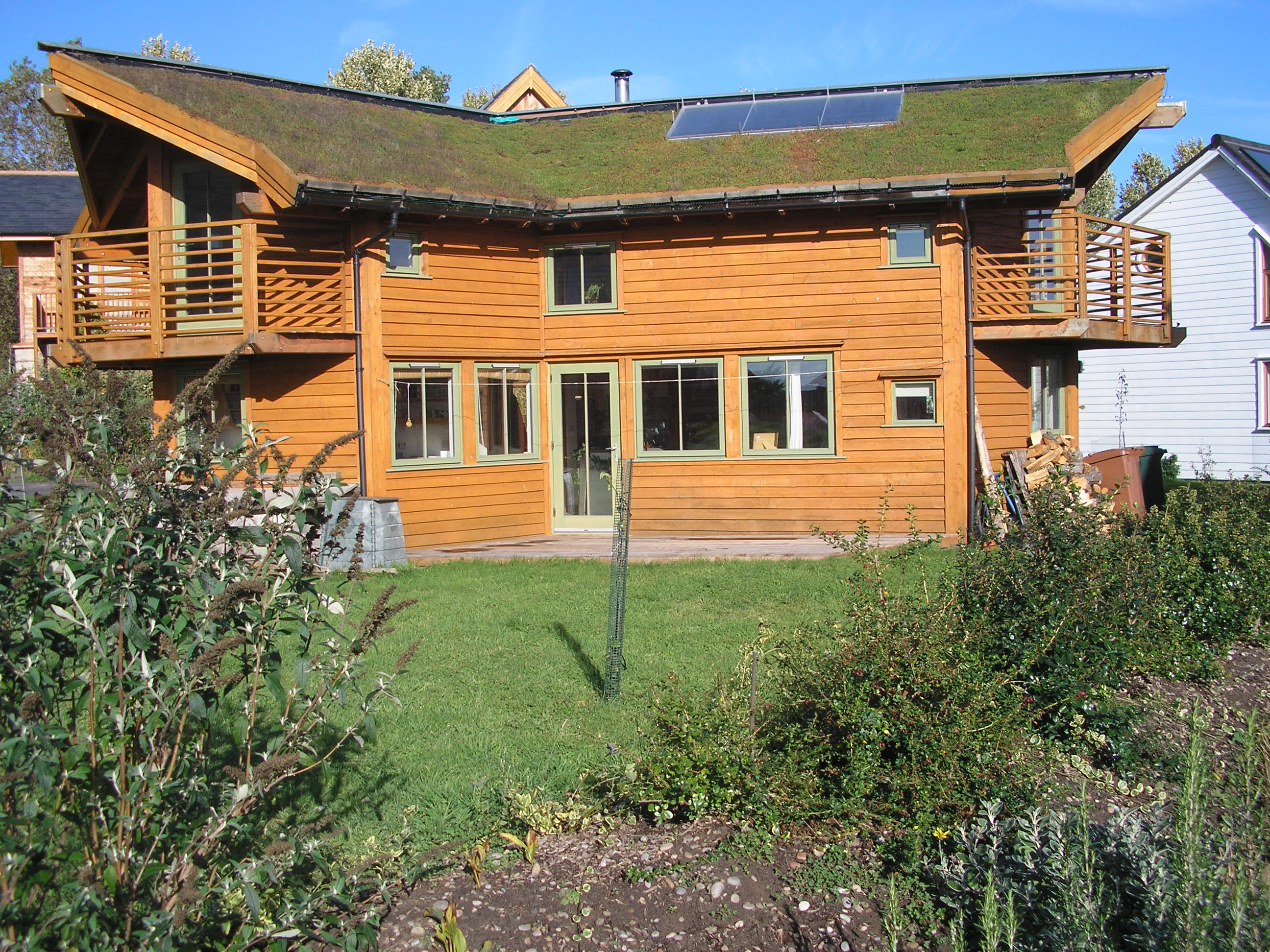
مثال لمسكن ايكولوجي (متناغم مع البيئة)

البيوت المستدامة مبنية باستخدام الأساليب والمواد المستدامة وتسهيل الممارسات الخضراء مما يتيح أكثر من أسلوب حياة مستدامة. فبنائها وصيانتها لها اثار طبيعية على الأرض.
و عادة عند الحاجة فإنها قريبة من الخدمات الأساسية كالمحلات الغذائية، والمدارس، ومراكز الرعاية اليومية، والعمل، أو النقل العام مما يجعل الالتزام بخيارات النقل المستدامة ممكنة. أحيانا تكون هناك بيوت خارج الشبكة وهي التي لا تتطلب أي طاقة عامة أو ماء أو خدمة الصرف الصحي.
و إذا لم تكن خارج الشبكة قد تربط البيوت المستدامة بشبكة موردة بواسطة محطة توليد الكهرباء التي تستخدم مصادر طاقة مستدامة وتشتري الطاقة كإتفاقية عادية. بالإضافة إلى ذلك، قد تربط البيوت المستدامة بشبكة ولكن تولد الكهرباء الخاصة بها من خلال وسائل متجددة وبيع أي فائض إلى أي مؤسسة. وهناك طريقتان متعارف عليها لتقريب هذا الخيار وهي: قياس الشبكة والقياس المزدوج.
يستخدم قياس الشبكة المتر المشترك الذي يثبت في أغلب البيوت، ويشغل إلى الأمام عندما تستخدم الطاقة من الشبكة ويشغل إلى الخلف عندما يتم وضع الطاقة في الشبكة (مما يسمح لهم باستخدام “الشبكة“ من إجمالي استخدام الطاقة، ووضع الطاقة الفائضة في الشبكة عند عدم الحاجة إليها، واستخدام الطاقة من الشبكة خلال ساعات الذروة عندما لا تتمكن من إنتاج ما يكفي في الحال). تستطيع شركات الطاقة أن تشتري الطاقة المعادة إلى الشبكة بسرعة كما يتم إنتاجه. ويشمل القياس المزدوج تركيب مترين: واحد يقيس الكهرباء المستهلكة، واخر يقيس الكهرباء المنتجة. إضافة إلى ذلك، أو في استبدال بيع الطاقة المتجددة، قد يختار أصحاب البيوت المستدامة صرف الزائدة الخاصة بهم عن طريق استخدامها في شحن البطاريات. هذا يعطيهم الخيار باستخدام الطاقة لاحقا خلال أوقات توليد الطاقة الأقل جودة (مثل وقت الليل عندما لايكون هناك ريح أو إلخ..)، وأن يكونوا غير معتمدين على شبكة الكهرباء.
البيوت المستدامة المصممة (إطلع على التصميم المستدام) عادة تكون موضوعة وذلك لخلق اقل من التأثير السلبي على النظام البيئي المحيط قدر الإمكان الموجهة لأشعة الشمس بحيث يخلق أفضل مناخ ممكن (عادة يجب أن يكون موجه محور طويل من المنزل أو المبنى بين الشرق والغرب)، وتوفير التظليل الطبيعي أو حواجز الرياح عند الحاجة، من بين العديد من الاعتبارات الأخرى. يتيح تصميم المأوى المستدام خيارات فيما بعد (استخدام الإضاءة الشمسية السلبية والتدفئة، وخلق مناطق عازلة للحرارة بإضافة الشرفات، والتعليق العميق يساعد على خلق مناخات ملائمة، وما إلى ذلك). وتشمل المنازل التي شيدت على نحو مستدام على إدارة صديقة للبيئة من مواد البناء الفائضة كإعادة التدوير والسماد، واستخدام المواد غير السامة والمتجددة، والمعاد تدويرها، والمستصلحة، ومواد الإنتاج ذو التأثير القليل التي خلقت وعوملت بطريقه مستدامة (كإستخدام الزخارف العضوية أو المعتمدة على الماء)، استخدم المواد والأدوات المحلية المتاحة قدر الإمكان للتقليل من الحاجة للمواصلات واستخدم مواد الإنتاج ذو التأثير القليل (الأساليب التي تقلل من التأثيرعلى البيئة).
تعتبرالكثير من المواد «خضراء» حتى يكشف عن خلفيتها. أي مادة استخدمت مواد كيمائية سامة أو مسرطنة في علاجها أو تصنيعها (كالفورمالديهايد في المواد اللاصقة المستخدمة في النجارة) ونقلت على نطاق واسع من مصدرها أو مصنعها، أو تم زراعتها أو حصادها بطريقة غير مستدامة التي من الممكن أن لا تعتبر خضراء. من أجل أن تعتبر أي مادة خضراء يجب أن يكون هناك كفاءة في استخدام الموارد، ويجب أن لا يكون هناك مساومة على جودة الهواء في الأماكن المغلقة أو المحافظة على المياه، وأن تكون هناك كفاءة في استخدام الطاقة (سواء في مجال التجهيز وعند استعمال الهاتف في المأوى).). أو من الممكن أن تحقق كفاءة المصدر من خلال استخدام محتوى معاد التدوير، ومحتوى قابل لإعادة الاستخدام أو إعادة التدوير، والمواد التي تستخدم التعبئة أو التغليف المعاد تدويرها أو قابلة لإعادة التدوير، والمواد المحلية المتاحة، والمواد المستخلصة أو المعاد تصنيعها، والمواد التي تستخدم تصنيع المصدر الكفء والمواد طويلة الأمد قدر الإمكان.

قد تعتبر بعض مواد المباني «مستدامة» من خلال بعض التعارف ووفقا لبعض الشروط. على سبيل المثال، قد يعتقد أن الخشب مستدام إذا نمى باستخدام إدارة الغابات المستدامة، وعولج باستخدام الطاقة المستدامة التي نقلت من خلال النقل المستدام، إلخ.. ومع ذلك قد لا تعتبر مستدامة وفقا لحالات مختلفة. يمكن النظر في المواد التالية كمواد مستدامة تحت ظل ظروف معينة، على أساس تقييم دورة الحياة.
- أدوبي سيستمز
- خيزران
- عزل باستخدام السليولوز
- Cob
- Composite wood (when made from reclaimed hardwood sawdust and reclaimed or recycled plastic)
- طوب طيني مضغوط
- Cordwood
- Cork
- قنب
- نماذج الخرسانة العازلة
- Lime render
- مشمع
- خشب من مصادر مقرة مجلس رعاية الغابات
- مطاط
- ليف طبيعي (كور (ليف)، صوف، جوت، الخ.)
- Organic cotton insulation
- أسمنت ورقي
- تربة مدكوكة
- حجر مستصلح
- طوب مستصلح
- معدن مدور
- خرسانة مدورة
- ورق مدور
- Soy-based adhesive
- عزل باستخدام الصويا
- بناء باستخدام حزم القش
- Structural insulated panel
- خشب

### عزل البيت
عزل المنزل المستدام مهم بسبب الطاقة التي تحافظ على مدار حياته. الجدران المعزولة والغرف العلوية المعزولة بشكل جيد باستخدام المواد الخضراء لابد منه لأنه يقلل أو يلغي الحاجة للتبريد والتدفئة تماما في تركيب المنزل المصمم تصميما جيدا. تركيب العزل يختلف تماما وفقا لنوع العزل المستخدم. عادة، يتم عزل الغرف العلوية من خلال شرائح من مواد العزل التي وضعت بين العوارض الخشبية. تنفذ الجدران التي تحتوي على تجاويف بنفس الطريقة. للجدران التي ليس لديها تجاويف تقف وراءها، قد يكون العزل الصلب للجدار ضروري والتي يمكن أن تقلل من المساحة الداخلية وتكون مكلفة للتثبيت. النوافذ الموفرة للطاقة هي عامل مهم اخر في العزل. ببساطة مؤكدة، النوافذ (والأبواب) المختومة جيدا تقلل بشكل كبير فقدان الطاقة في المنزل. النوافذ الزجاجية المزدوجة أو الثلاثية هي طريقة نموذجية لعزل النوافذ لمحاصرة الغاز أو خلق فراغ بين اثنين أو ثلاثة ألواح من الزجاج التي تسمح للحراراة وتحصرها داخلا وخارجا. الزجاج منخفض الابتعاثية أو المنخفض E هو خيار آخر لعزل النافذة. هي طبقة رقيقة شفافة من أكسيد المعادن وهو طلاء على زجاج النوافذ، ويعمل عن طريق عكس الحرارة مرة أخرى إلى مصدرها، والحفاظ على الحرارة الداخلية خلال فصل الشتاء والبرودة خلال فصل الصيف. ببساطة تعليق الستائر المدعومة الثقيلة أمام النوافذ قد تساعد أيضا على عزلها. «النوافذ الكبيرة» المذكورة في الرأسمالية الطبيعية هي: خلق الثورة الصناعية التالية التي أصبحت متاحة في الثمانينات واستخدمت تركيب لكثير من التقنيات المتاحة منها اثنان أو ثلاثة من الطلاء الشفاف القليل وأيضا أجزاء عديدة من الزجاج وتعبئة الغاز الثقيل. بالرغم من غلائها، يقول البعض أنه حتى تتمكن من عزل أربعة ونصف المرات أفضل من النوافذ المزدوجة المزججة العادية.

### تجهيز الأسطح
تجهيز الأسطح بمادة عاكسة (مثل الألمنيوم) يزيد من بياض السطح ويساعد على التقليل من كمية الحرارة التي تمتص وبالتالي يحتاج إلى كمية من الطاقة لتبريد المبنى. أسطح المباني الخضراء أو «أسطح العيش» هي خيار معروف لعزل المبنى حراريا. كما أنها معروفها بقدرتها على التقاط جريان مياه العواصف والأمطار، وعندما تكون في الصورة الأوسع للمجتمع، والحد من تأثير جزيرة الحرارة (إطلع على جزيرة الحرارة الحضرية) وبالتالي التقليل من تكاليف الطاقة في المنطقة بأكملها. يمكن القول بأنهم قادرين على استبدال “البصمة الجسدية“ التي يصنعها المبنى تساعد على تقليص الاثار البيئية السلبية من وجود المبنى.

### المياه
كفاءة استخدام الطاقة والمحافظة على المياه هي أيضا من الاعتبارات الأساسية في مجال الإسكان المستدام. في حالة استخدام الأجهزة المنزلية، وأجهزة الحاسوب، وأنظمة التكييف، والإلكترونيات أو إضاءة التفكير المستدام التي غالبا تبحث عن شعار النجومية المدعوم من الحكومة والذي يكون أكثر صرامة في مجال الطاقة وكفاءة المياه مما هو مطلوب في القانون. من الناحية المثالية، ينبغي أن يكون الملجأ المستدام قادر على تشغيل الأجهزة تماما باستخدام الطاقة المتجددة وينبغي أن تسعى لأن يكون لها تأثير على مصادر مياه الأرض.
المياه الرمادية بما في ذلك مياه الغسالات، والمصارف، والاستحمام، والحمامات يمكن إعادة استخدامها في ري الحدائق والمراحيض كوسيلة من وسائل الحفاظ على المياه. ومثل حصاد مياه الأمطار من مياه جريان الأمطار هو أيضا وسيلة مستدامة للحفاظ على استخدام المياه في الملجأ المستدام. نظم الصرف الصحي في المناطق الحضرية المستدامة تستخدم تكرار النظم الطبيعية التي تنظف المياه في الحياة البرية وتنفيذها في نظام الصرف الصحي للمدينة وذلك لتقليل المياه الملوثة ومعدلات الجريان السطحي غير الطبيعي في البيئة.
انظرإلى المواد ذات الصلة في:LEED الريادة في الطاقة والتصميم البيئي.

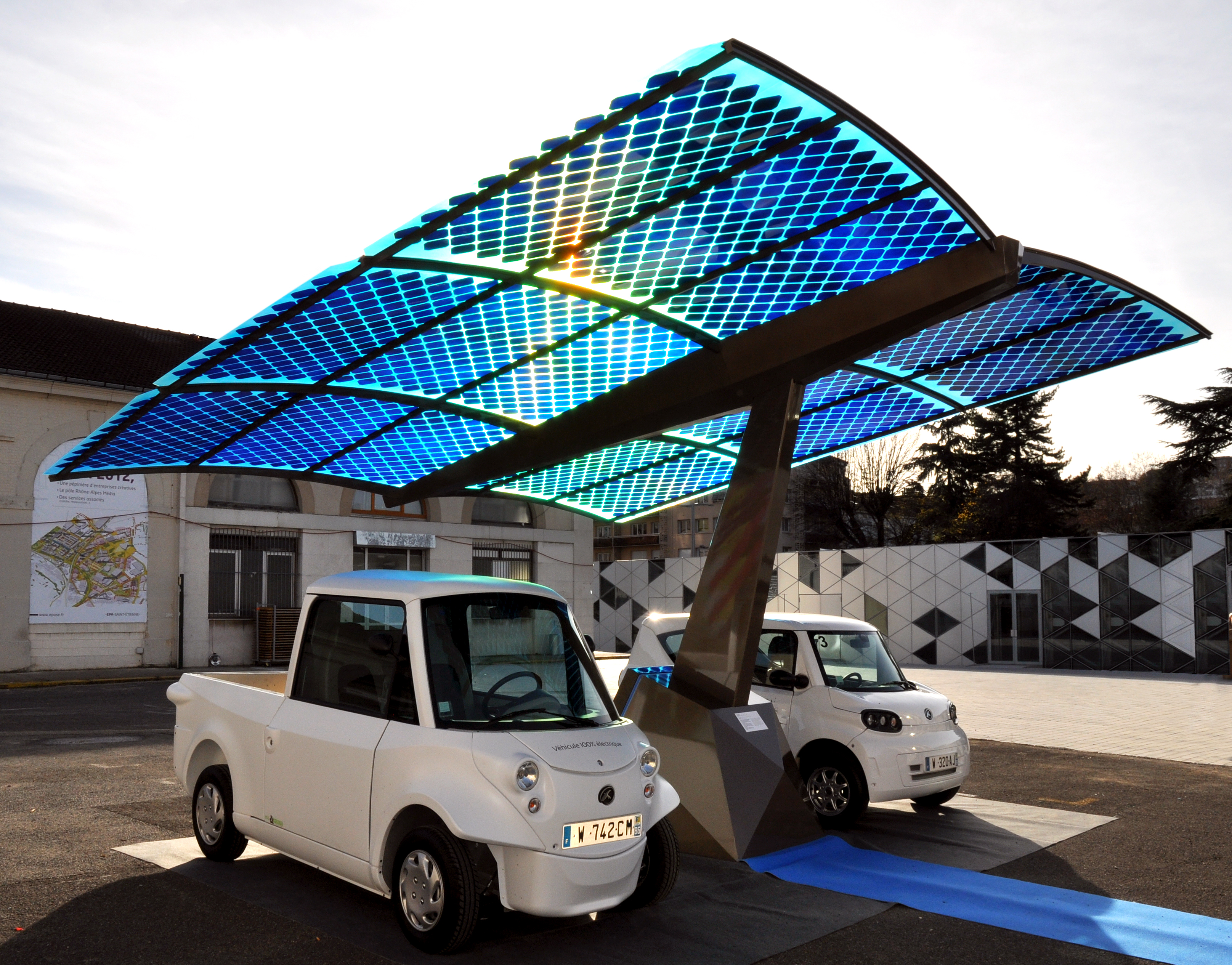
التصميم الحضري المستدام: محطة طاقة شمسية تعمل على تجديد الطاقة للسيارات الكهربائية باستخدام الطاقة الشمسية.

### الطاقة
عند الحاجة، تتطلب المعيشة المستدامة استخدام الطاقة المستدامة. هذا يتضمن استخدام الطاقة بطريقة تلبي متطلبات الوقت الحاضر بدون مساومة المتطلبات المستقبلية. أو باختصار، استخدام مصادر الطاقة بطريقة يمكن أن تستمر بلا حدود. هذا يعني أن مصدر الطاقة يجب أن يكون متجدد وأن لا يؤذي البيئة أو الأشخاص العاملين فيها. أكثر مصادر الطاقة المتجددة انتشارا هي: الكتلة الحيوية، والمياه، والطاقة الحرارية الأرضية، وطاقة الرياح، والطاقة الشمسية.
كما ذكر سابقا تحت المأوى، أن بعض الأسر المستدامة قد يختارون أن ينتجوا طاقة متجددة خاصة بهم بينما الاخرون قد يختاروا أن يشتروها عن طريق الشبكة من شركة الطاقة أو الكهرباء التي تسخر مصادر مستدامة (كما ذكر سابقا أيضا هي أساليب قياس الإنتاج وإستهلاك الكهرباء عند الأسر). ومع ذلك، شراء الطاقة المستدامة ببساطة قد يكون غير ممكن في بعض المواقع نتيجة لتوفرها المحدود. على سبيل المثال، ستة من خمسون ولاية في الولايات المتحدة الأمريكية لاتقدم الطاقة الخضراء. لتلك الولايات التي تفعل ذلك عادة يشتري مستهلكيها مبلغ ثابت أو نسبة مئوية من استهلاكهم الشهري من الشركة من اختيارهم والطاقة الخضراء المشتراه تغذي الشبكة الوطنية بأكملها. في هذه الحالة من الناحية الفنية، لا يتم تغذية الطاقة الخضراء مباشرة إلى الأسر التي تشتريها. في هذه الحالة، من الممكن أن كمية الكهرباء الخضراء التي تتلقاها الأسر الشارية هي جزء صغير من إجمالي الكهرباء الواردة. قد تعتمد أو قد لا تعتمد على الكمية التي تشرى. الغرض من شراء الكهرباء الخضراء هو لدعم الجهود المساعدة في إنتاج الطاقة المستدامة. إنتاج الطاقة المستدامة أساس عند الأسر الفردية أو المجتمع هو أكثر مرونة ولكن لا يزال محدود في ثراء المصادر التي يوفرها الموقع (بعض المواقع قد تكون غنية في مصادر الطاقة المتجددة بينما المواقع الأخرى قد تملك الكثير منها).عند توليد الطاقة المتجددة وتغذيتها مرة أخرى إلى الشبكة (في الدول المشاركة كالولايات المتحدة الأمريكية وألمانيا) التي تنتج، عادة الأسر دفعت ما لايقل عن معدل الكهرباء الطبيعي بفائدتها ويعطون اعتمادات الطاقة المتجددة كي يستطسعوا بيعها لفائدتهم، بالإضافة إلى (المرافق المهتمة بشراء اعتمادات الطاقة المتجددة لأنها تسمح لهم في الإدعاء بإنتاج الطاقة المتجددة). في بعض الحالات الخاصة، قد تدفع الأسر المنتجة مايصل إلى أربعة أضعاف المعدل الطبيعي للكهرباء ولكن هذا ليس شائع.